# Renato Riverso
Renato Riverso (Milano, 2 febbraio 1934) è un dirigente d'azienda e banchiere italiano e cavaliere del lavoro.

## Biografia
Nel 1957 entra nella società IBM Italia e ne diventa, dieci anni più tardi, direttore amministrativo; nel 1973 guida l'area Europa sud-est della multinazionale statunitense. Quattro anni più tardi torna in IBM Italia dove scala le posizioni di vertice: direttore generale prima, amministratore delegato e presidente poi. Nel 1991 è a capo di Ibm World Trade Emea Corporation, con sede a Parigi, e nel 1992 è senior vice presidente della IBM Corporation. 
Nel 1994 il presidente dell'IRI, Romano Prodi, lo nomina presidente della compagnia aerea Alitalia. Entra in conflitto con l'amministratore delegato Roberto Schisano e dopo l'allontanamento di quest'ultimo ha, per un breve periodo, la guida operativa dell'azienda. L'IRI però preferisce affidarsi ad una persona esperta del mondo aereo e nomina nuovo amministratore delegato Domenico Cempella, che tra i suoi primi provvedimenti rimuove i dirigenti voluti dal presidente.
Riverso nel 1996 si dimette e viene sostituito da Fausto Cereti.
Dal 1994 al 2003 è presidente della Banca ING Baring Italia. È stato membro dei consigli di amministrazione della Banca di Roma, Ras Assicurazioni e Merloni Elettrodomestici. Attualmente siede nel cda dell'azienda Selenia.
Nel 2003 con un gruppo di investitori, tra cui Vittorio Merloni, ha acquisito la società Netscalibur.